# Copa de Portugal de balonmano
La Copa de Portugal de balonmano es la copa más importante de balonmano del país luso. Su primera edición fue en 1971, y en ella participan 64 equipos.

## Palmarés
- 1971–1972 : Sporting CP
- 1972–1973 : Sporting CP (2)
- 1973–1974 : Belenenses
- 1974–1975 : Sporting CP (3)
- 1975–1976 : Porto
- 1976–1977 : Porto (2)
- 1977–1978 : Belenenses (2)
- 1978–1979 : Porto (3)
- 1979–1980 : Porto (4)
- 1980–1981 : Sporting CP (4)
- 1981–1982 : Belenenses (3)
- 1982–1983 : Sporting CP (5)
- 1983–1984 : Belenenses (4)
- 1984–1985 : Benfica
- 1985–1986 : Benfica (2)
- 1986–1987 : Benfica (3)
- 1987–1988 : Sporting CP (6)
- 1988–1989 : Sporting CP (7)
- 1989–1990 : ABC Braga
- 1990–1991 : ABC Braga (2)
- 1991–1992 : ABC Braga (3)
- 1992–1993 : ABC Braga (4)
- 1993–1994 : Porto (5)
- 1994–1995 : ABC Braga (5)
- 1995–1996 : ABC Braga (6)
- 1996–1997 : ABC Braga (7)
- 1997–1998 : Sporting CP (8)
- 1998–1999 : Madeira SAD
- 1999–2000 : ABC Braga (8)
- 2000–2001 : Sporting CP (9)
- 2001–2002 : Águas Santas
- 2002–2003 : Sporting CP (10)
- 2003–2004 : Sporting CP (11)
- 2004–2005 : Sporting CP (12)
- 2005–2006 : Porto (6)
- 2006–2007 : Porto (7)
- 2007–2008 : ABC Braga (9)
- 2008–2009 : ABC Braga (10)
- 2009–2010 : Xico Andebol
- 2010–2011 : Benfica (4)
- 2011–2012 : Sporting CP (13)
- 2012–2013 : Sporting CP (14)
- 2013–2014 : Sporting CP (15)
- 2014–2015 : ABC Braga (11)
- 2015–2016 : Benfica (5)
- 2016–2017 : ABC Braga (12)
- 2018: Benfica (6)
- 2018–2019 : Porto (8)
- 2020–2021 : Porto (9)
- 2021–2022 : Sporting CP (16)
- 2022–2023 : Sporting CP (17)
- 2023–2024 : Sporting CP (18)
- 2024–2025 : Sporting CP (19)

## Palmarés por equipo
| Club         | Copas | Años |
| ------------ | ----- | --- |
| Sporting CP  | 19    | 1972, 1973, 1975, 1981, 1983, 1988, 1989, 1998, 2001, 2003, 2004, 2005, 2012, 2013, 2014, 2022, 2023, 2024, 2025 |
| ABC Braga    | 12    | 1990, 1991, 1992, 1993, 1995, 1996, 1997, 2000, 2008, 2009, 2015, 2017                                           |
| Porto        | 9     | 1976, 1977, 1979, 1980, 1994, 2006, 2007, 2019, 2021                                                             |
| Benfica      | 6     | 1985, 1986, 1987, 2011, 2016, 2018                                                                               |
| Belenenses   | 4     | 1974, 1978, 1982, 1984                                                                                           |
| Madeira SAD  | 1     | 1999 |
| Águas Santas | 1     | 2002 |
| Xico Andebol | 1     | 2010 |